# تفاعل متعدد المكونات
التفاعل متعدد المكونات في الكيمياء هو تفاعل اصطناع عضوي تدخل فيه ثلاثة مركبات كيميائية لتعطي ناتجاً واحداً. وفق هذا التعريف فإن هذا النوع من التفاعلات يتميز بانتقائية مرتفعة.
عرفت التفاعلات متعددة المكونات منذ حوالي أواسط القرن التاسع عشر، حيث يعد تفاعل شتريكر أول تفاعل كيميائي وثق من هذا النمط سنة 1850، وهو يستخدم لاصطناع مركبات α-أمينو السيانيدات التي تحول بسهولة إلى الأحماض الأمينية لاحقاً.

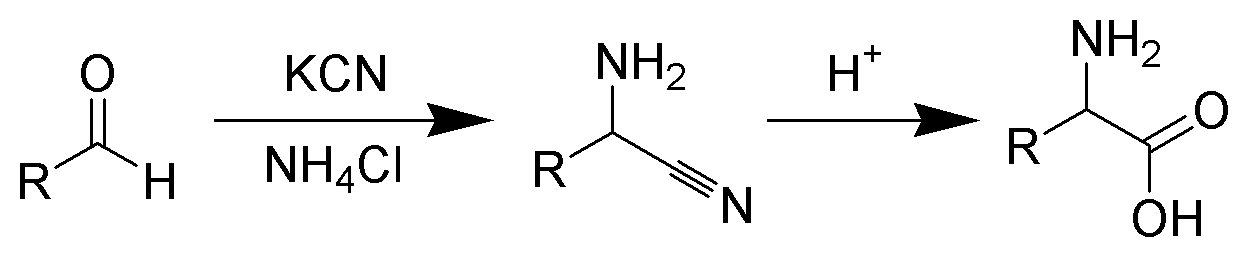
تفاعل شتريكر هو مثال على تفاعل متعدد المكونات

## أمثلة
من الأمثلة على التفاعلات متعددة المكونات كل من:
- تفاعل بيجينلي
- تفاعل بوخرر-بيرغز
- تفاعل غيفالد
- اصطناع هانتش للبيريدين
- تفاعل كاباشنيك-فيلدز
- تفاعل مانيش
- تفاعل باسريني
- تفاعل باوسون-خاند
- تفاعل شتريكر
- تفاعل أوجي
- تفاعل أسينغر

## تطبيقات
تعد التفاعلات متعددة المكونات مهمة صناعياً، لأن الحصول على مركب من غير نواتج ثانوية يعد من العمليات ذات الكفاءة المرتفعة. لذلك يتم البحث عن تفاعلات جديدة ببناء مكتبة كيميائية من مركبات توافقية، أو بتحوير تفاعلات معروفة من هذا النمط. على سبيل المثال، جرى الدمج بين تفاعل أسينغر وتفاعل أوجي في تفاعل مكون من 7 مكونات للحصول على مركبات جديدة.